# Cerkvena ladja
Cerkvena ladja označuje večji prostor v notranjosti cerkve.
Glavna ladja je običajno največji del cerkve. Je podolgovate oblike in sega od vhodnega dela cerkve (narteksa) do prezbiterija. V glavni ladji so običajno sedeži (klopi) za vernike - občestvo.
Stranski ladji potekata vzporedno z glavno ladjo na njeni levi in desni strani. Po navadi sta ožji od glavne ladje in od nje ločeni s stebri. V stranskih ladjah so lahko sedeži za občestvo, pogosto pa so tam tudi stranski oltarji in spovednice. Stranski ladji sta po navadi (zaradi arhitektonskih zakonitosti) nižji od glavne ladje. Nekatere večje cerkve imajo tudi več stranskih ladij na vsaki strani.
Prečna ladja ali transept je del cerkve, ki poteka pravokotno na glavno ladjo in loči glavno ladjo od prezbiterija. Nad mestom, kjer se križata glavna in prečna ladja, pogosto stoji osrednja kupola. Večje cerkve imajo lahko tudi več prečnih ladij.